# Mlađa Edda
Mlađa Edda (Prozna ili Snorrijeva Edda) Edda je Snorrija Sturlusona (1179. – 1241.) nastala oko 1220. na Islandu, a može se reći da je svojevrsni priručnik za pjesnike. Sastoji se od prologa i tri dijela. 
U prologu općenito govori o mitološkom materijalu što će ga obraditi poslije. Na ovom mjestu Sturluson daje svoje euhemerističko objašnjenje nordijske mitologije, tj. nastanak bogova iz štovanja znamenitih ljudi. Prema Sturlusonu, Asi (˝ljudi iz Azije˝) su grčki junaci iz Troje koji nakon njene propasti kreću na sjever Europe. Značajan je i odlomak o slici svijeta, točnije o zemljopisnoj slici Zemlje, koji je vrlo sličan opisu istoga na početku Sage o Inglinzima. 
Slijedi Gylfaginning (Obmanjivanje Gylfija), u kojem daje pregled germanske mitologije. 
U drugom dijelu, Skáldskaparmálu (Riječ o pjesništvu) objašnjava i ilustrira složene metafore skaldske poezije, tzv. kenninge i heitije utemeljene na mitološkim likovima i događajima. 
Posljednji dio je Háttatal (Popis stihova), Sturlusonova pjesma koja donosi stotinjak vrsta skaldskih stihova, a ujedno je i panegirik jarlu Skuliju i kralju Hakonu.